# Cañón Hontoria 280/35, mod.1883
El cañón naval Hontoria calibre 280/35 mod.1883 se fabricó en varios talleres españoles para equipar a los cruceros acorazados de la clase Infanta María Teresa, el crucero acorazado Carlos V y el acorazado Pelayo.
Diseñados por el oficial de la armada e inventor José González Hontoria en 1883 su diseño se trataba de una mejora de los cañones franceses de 274 mm fabricados por Canet.
La fabricación de estos cañones debería haber sido en su totalidad en la fábrica estatal de armamento Trubia, en Asturias, que para tal fin se había equipado con maquinaria a tal efecto.
Al final solo dos de los cañones se construyeron en Trubia, los que equiparon al acorazado Pelayo en dos montajes en barbeta en ambos costados del buque, junto con los dos cañones de 320/35 mm mod.1883 que iban en montajes de barbeta en la proa y la popa del acorazado.
Los cañones que montaron los cruceros acorazados de la clase Infanta María Teresa se fabricaron en los Astilleros del Nervión, donde se construyeron los buques, importando los tubos, manguitos y zunchos de Inglaterra, en detrimento de la fábrica de Trubia, de propiedad nacional.
Los cañones que equiparon al crucero acorazado Carlos V se fabricaron en el arsenal de la Carraca, importándose los tubos de la fábrica francesa Creusot.